# Kościół św. Michała w Krakowie (Stare Miasto)
Kościół św. Michała (właściwie św. Józefa i św. Michała) – XVII-wieczny barokowy kościół w Krakowie, w obrębie obecnego Starego Miasta, w miejscu dzisiejszego budynku Instytutu Nauk Geologicznych PAN na rogu ulic Poselskiej 5 i Senackiej 1, w latach 1872–1874 częściowo zburzony, częściowo przebudowany.

## Historia
Kościół św. Michała i św. Józefa zbudowali karmelici bosi, którzy krótko wcześniej osiedli w podkrakowskiej Wesołej. Pod budowę uzyskali „malowany dwór” Andrzeja Tęczyńskiego, łaźnię miejską i hospicjum należące do benedyktynów z opactwa tynieckiego. Budowę rozpoczęto w 1611, a konsekracji świątyni dokonał biskup krakowski Jakub Zadzik w 1636.
Obszerna świątynia zbudowana była w stylu barokowym, na planie krzyża łacińskiego. Składała się z prostokątnego prezbiterium zwróconego ku zachodowi (w którego zakończeniu znajdował się chór zakonny) i szerszej nawy z kaplicami po bokach i transeptem. Główna fasada znajdowała się od strony obecnej ulicy Senackiej. Wewnątrz znajdowały się liczne ołtarze. Od południa przylegał do kościoła obszerny klasztor z dwoma dziedzińcami i oratorium arcybractwa św. Józefa. W murach klasztoru wznosiła się wieża pełniąca funkcję dzwonnicy, przerobiona z dawnej baszty. W 1669 w kościele znalazł się obraz św. Józefa, który wkrótce zaczął słynąć cudami. W 1715 rada miejska Krakowa oddała miasto w opiekę św. Józefowi, a obraz obnoszono w uroczystej procesji.
W 1797 zaborca austriacki usunął stąd karmelitów, a budynek ich klasztoru przeznaczył na więzienie. Kościół zamknięto w latach 30. XIX w., a w 1872–1874 częściowo zburzono, częściowo przebudowano na pomieszczenia sądu. Wyposażenie zamkniętego kościoła trafiło do licznych innych świątyń, m.in. pięć ołtarzy zostało przeniesionych do kościoła św. Franciszka w Krakowie odbudowywanej po pożarze z 1850. Obraz św. Józefa przeniesiono do kościoła karmelitów przy ul. Rakowickiej w Krakowie.
W dawnym kompleksie więzienia utworzono siedzibę Muzeum Archeologicznego a w budynku sądu siedzibę Muzeum Geologicznego PAN.

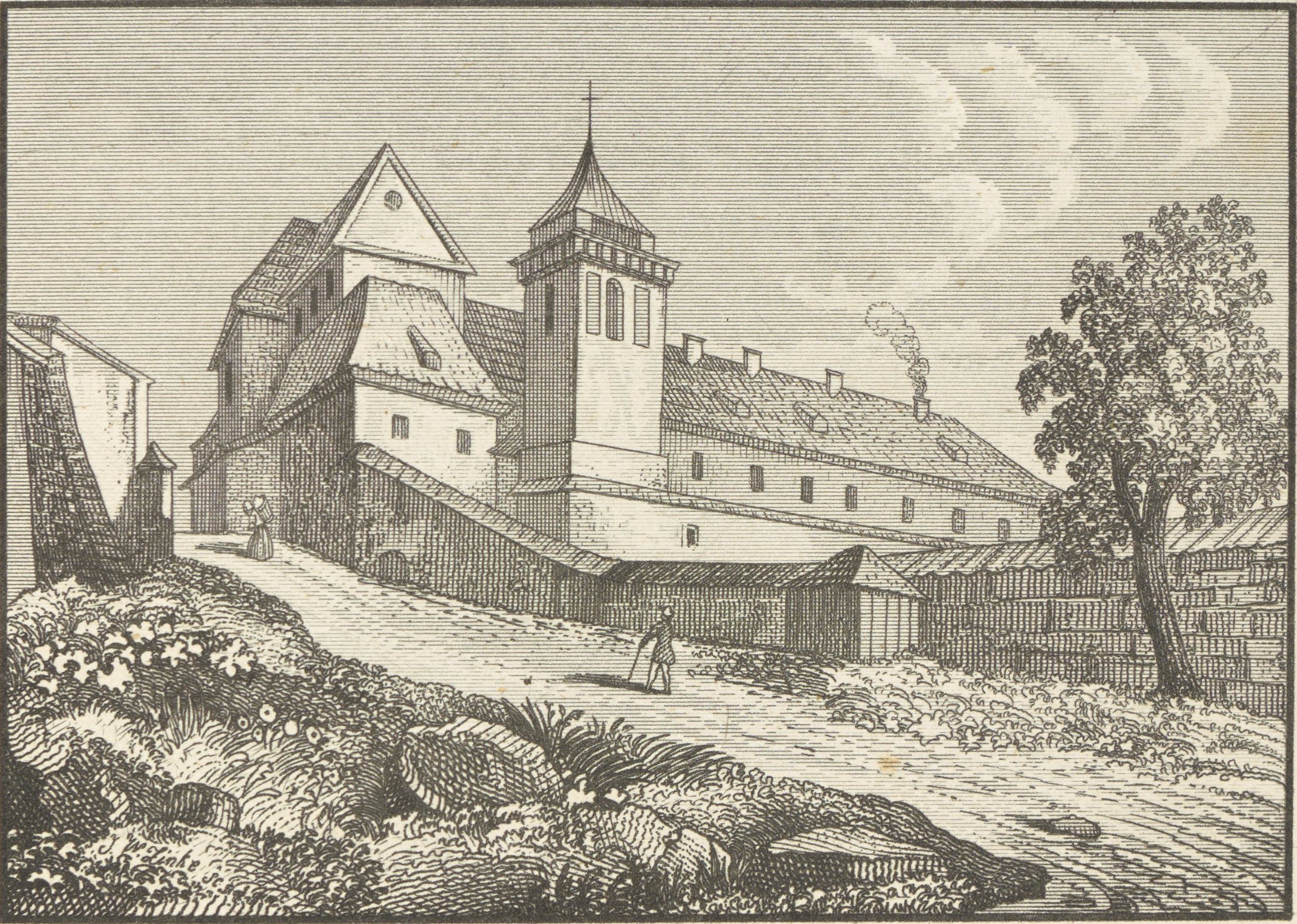
Kościół św. Michała na rycinie z 1855 r.
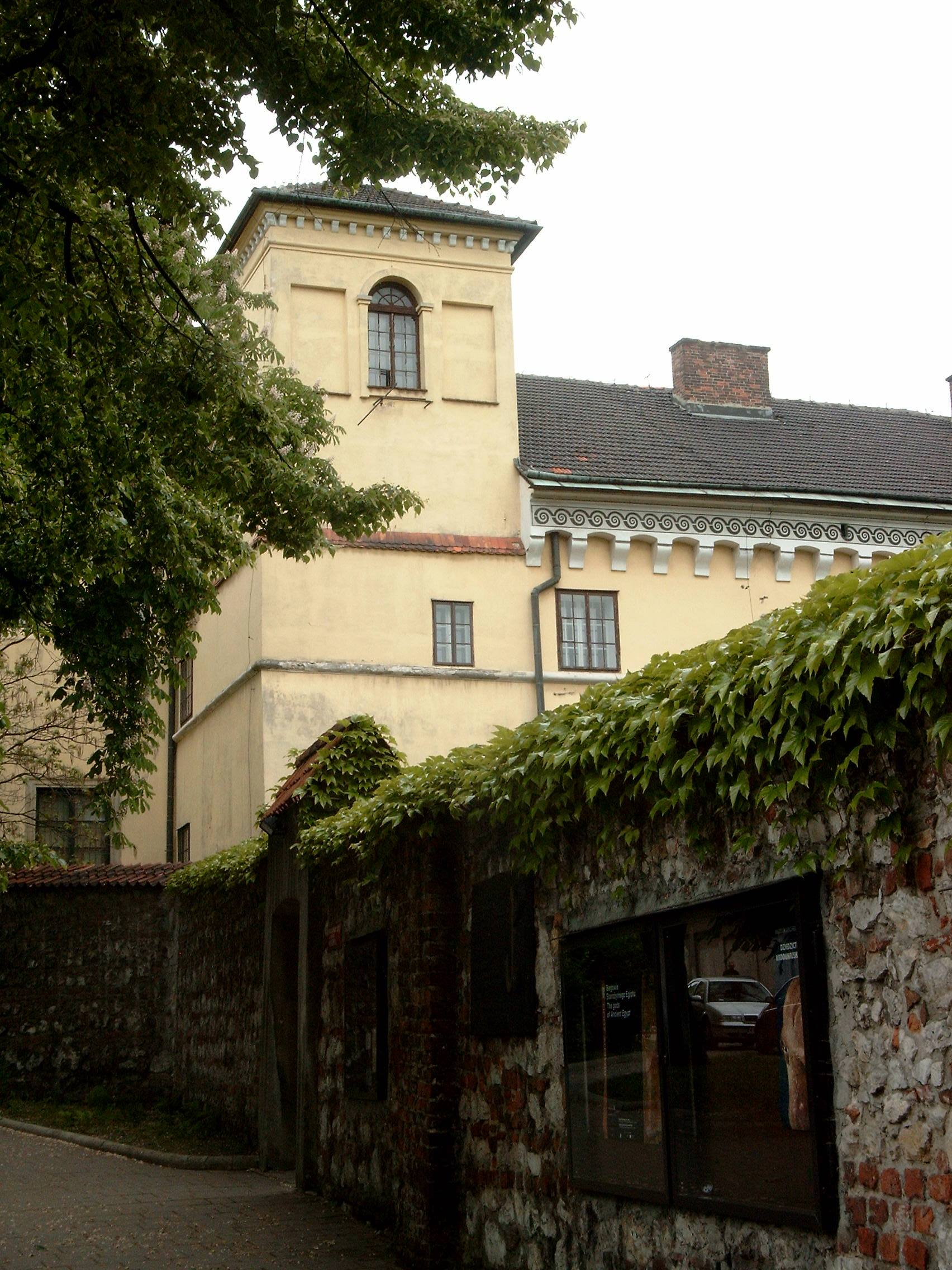
Wieża, która stanowiła fragment kompleksu karmelickiego.
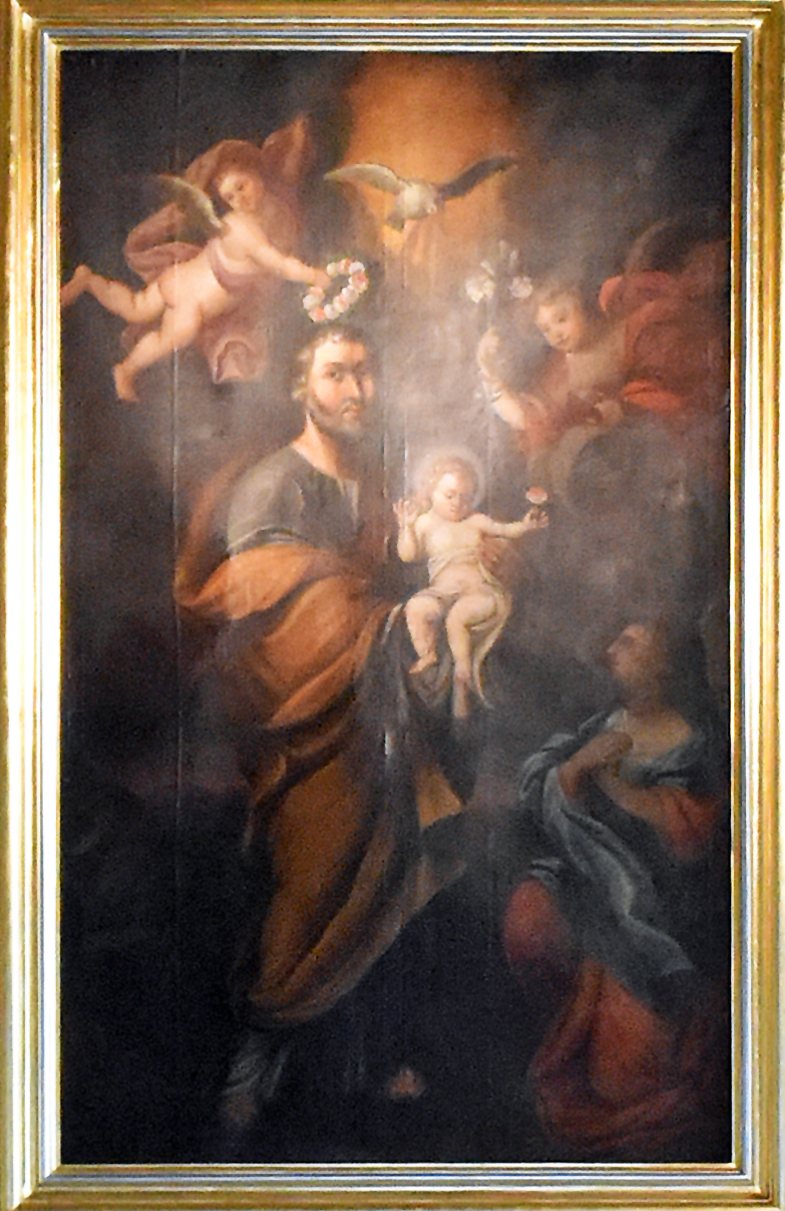
Obraz św. Józefa.